# Leonor Gallardo Guerrero
Leonor Gallardo Guerrero (Albacete) es una investigadora española en ciencias de la actividad física y del deporte.

## Trayectoria
En 1989 se licenció por el Instituto Nacional de Educación Física de la Universidad Politécnica de Madrid (UPM), siendo profesora en la Universidad Autónoma de Madrid de 1991 a 1999, y después en la Universidad de Castilla-La Mancha (UCLM). Es doctora en actividad física y deporte desde el año 2001. Actualmente es miembro del Departamento de Actividad Física y Deporte de la UCLM, y es la directora del grupo de Investigación en Gestión de Organizaciones e Instalaciones Deportivas (IGOID). Desde finales de 2020 es Vicerrectora de Coordinación, Comunicación y Promoción de la UCLM.
También ha sido asesora técnica en la Dirección General de Deportes de Castilla-La Mancha y el Consejo Superior de Deportes.
Su trayectoria investigadora está relacionada con las instalaciones deportivas, la promoción deportiva y analíticas en el deporte, habiendo publicado más de 75 artículos en revistas internacionales de impacto. Ha sido directora de 21 tesis doctorales, y ha publicado más de 20 libros en editoriales científicas y traducidos a otros idiomas. Es Consejera delegada de la empresa tecnológica IGOID-SPORTEC, creada en 2017 como spin-off de la UCLM.
En 2007 recibió el Premio Ensayo 2007 de la Fundación Everis por la obra "Liderazgo en la empresa, liderazgo en el deporte". Ha sido la segunda mujer galardonada en 40 años por el Consejo de la Educación Física y Deportiva.

## Premios y reconocimientos
- Premio Consejo COLEF 2021[6]
- Premio Ensayo Everis (Fundación Everis) en el 2007[5]